# Lažnivec!
Lažnivec! (izvirno v angleščini Liar!) je kratka znanstvenofantastična zgodba ruskega pisatelja Isaaca Asimova. Prvič je bila objavljena v maju 1941 v reviji Astounding Science Fiction.  Vključena je v zbirke Jaz, robot (1950), Popolni robot (1982) in Vizija robotike (1990).

## Vsebina
To je zgodba o ljudeh, ki se morajo odločati med pomembnimi, vendar izključujočimi se odločitvami.
Za robota RB 34 (ljubkovalno Herbie) ugotovijo, da bere misli. V največji tajnosti začnejo vodilni delavci podjetja U. S. Robots and Mechanical Men Comp. Raziskovati, kako je prišlo do tega odstopanja od standardne izvedbe robotov.
Med pogovori s posameznimi osebami Herbie svoje izjave prilagodi njihovim željam. Seveda so te želje posameznikov vsaj delno v nasprotju z željami drugih. V tako »prilagajanje« resnice Herbija sili prvi zakon robotike, saj bi drugače povzročil razočaranje in s tem škodil posameznikom - v prvem zakonu robotike namreč ni omenjeno, da se nanaša samo na fizično škodo. 
Ko ugotovijo, kaj se dogaja, psihologinja za robote dr. Susan Calvinova ponavlja Herbiju vedno znova dve izključujočizahtevi:
1. Ker veš, kako je prišlo do odstopanja, moraš to povedati direktorju in vodji razvoja, ker si zelo želita, da bi imela ta podatek.
2. Te rešitve problema jima ne smeš povedati, ker nikakor ne želita, da bi rešitev našel robot.

Herbie ne vidi resnice zato znori in postane popolnoma neuporaben.